# Cephalanthera damasonium
La cefalantera bianca (Cephalanthera damasonium (Mill.) Druce, 1906) è una piccola pianta erbacea e perenne dai delicati fiori bianchi appartenente alla famiglia delle Orchidacee.

## Etimologia
Il nome del genere (Cephalanthera) deriva dal greco. La prima parte della parola significa “testa” (cephalos o kephalè), la seconda “antera” (antheros): indica ovviamente la forma del fiore simile ad una testa.

L'epiteto specifico (damasonium) potrebbe derivare da un classico nome greco. Altri testi propongono una etimologia derivata dal termine “di Damasco”.

Il termine volgare di “Elleborine” (usato soprattutto nei paesi di lingua anglosassone) deriva da una certa rassomiglianza con alcuni fiori degli Ellebori.

Il binomio scientifico attualmente accettato (Cephalanthera damasonium) è stato proposto dal botanico scozzese Philip Miller (Chelsea, 1691 – Chelsea, 1771) e dal botanico inglese George Claridge Druce (23 maggio 1850 – 29 febbraio 1932).

In lingua tedesca questa pianta si chiama Weißes Waldvögelein; in francese si chiama Céphalanthère blanchâtre; in inglese si chiama White Helleborine.

## Descrizione

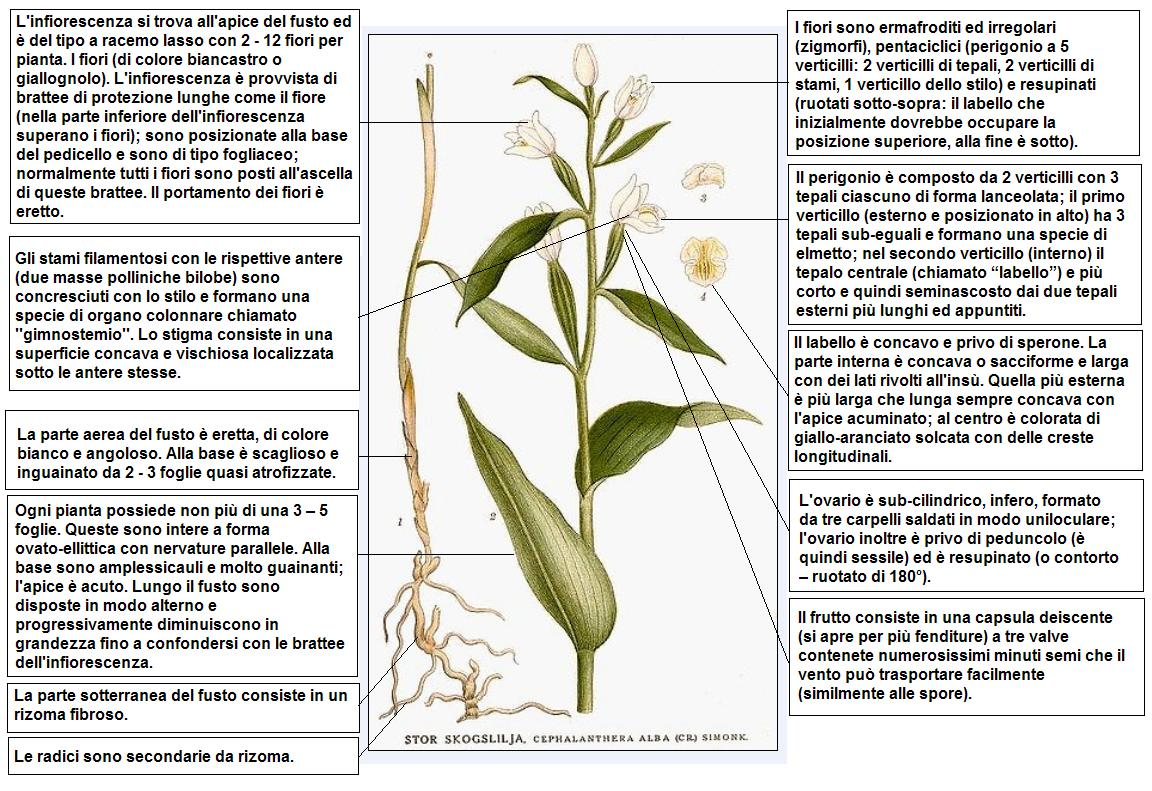
Descrizione delle parti della pianta

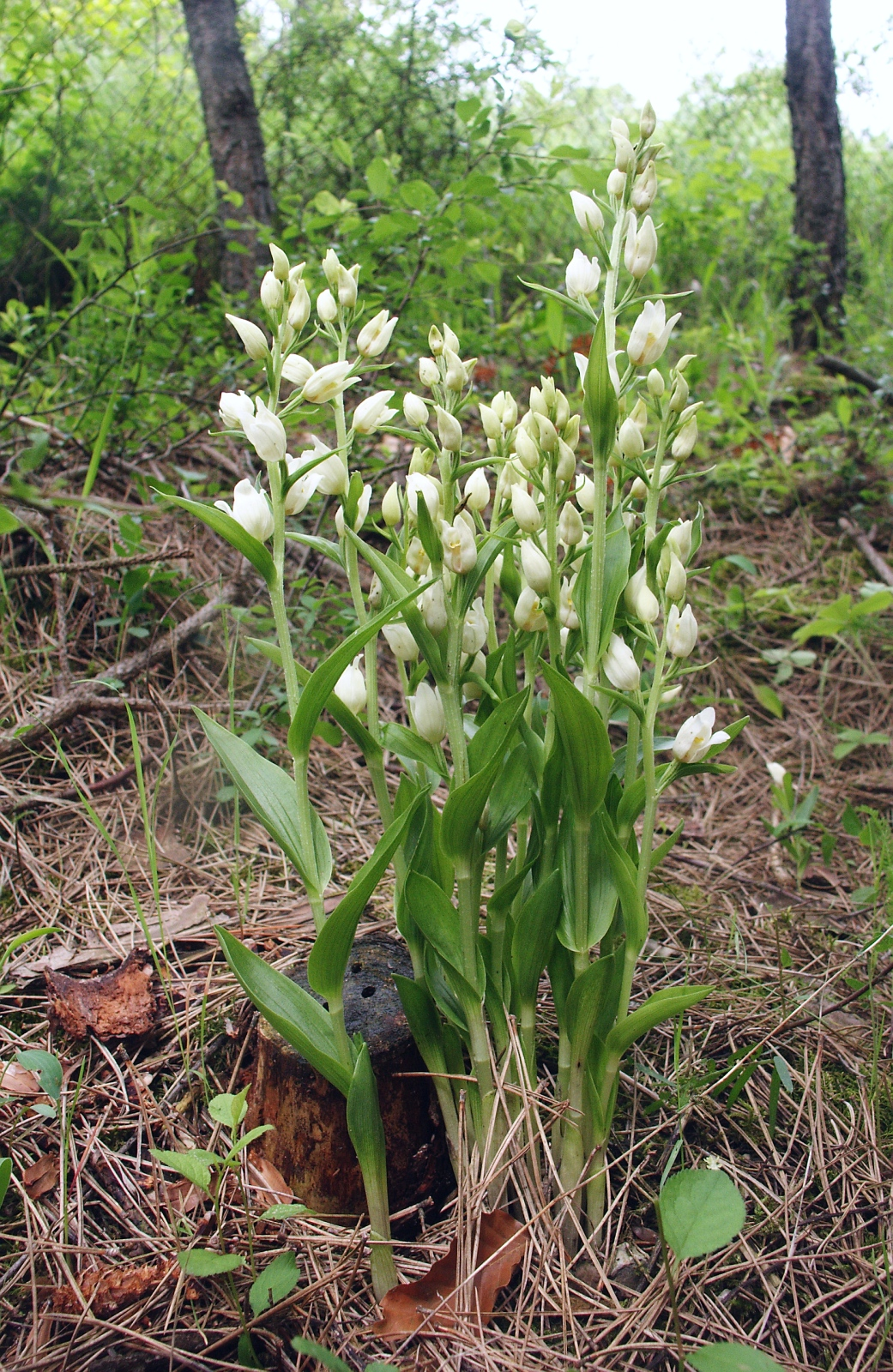
Il portamento

È una pianta perenne alta da 15 a 60 cm. La forma biologica di questa orchidea è geofita rizomatosa (G rizh), ossia è una piante con un particolare fusto sotterraneo, detto rizoma, che ogni anno si rigenera con nuove radici e fusti avventizi. Queste piante, contrariamente ad altri generi delle orchidee, non sono epifite, ossia non vivono a spese di altri vegetali di maggiori proporzioni (hanno cioè un proprio rizoma); quindi vengono raggruppate fra le orchidee terrestri.

### Radici
Le radici sono secondarie da rizoma.

### Fusto
- Parte ipogea: la parte sotterranea del fusto consiste in un rizoma fibroso.
- Parte epigea: la parte aerea del fusto è eretta, di colore bianco e angoloso. Alla base è scagliosa e inguainata da 2 - 3 foglie quasi atrofizzate.

### Foglie

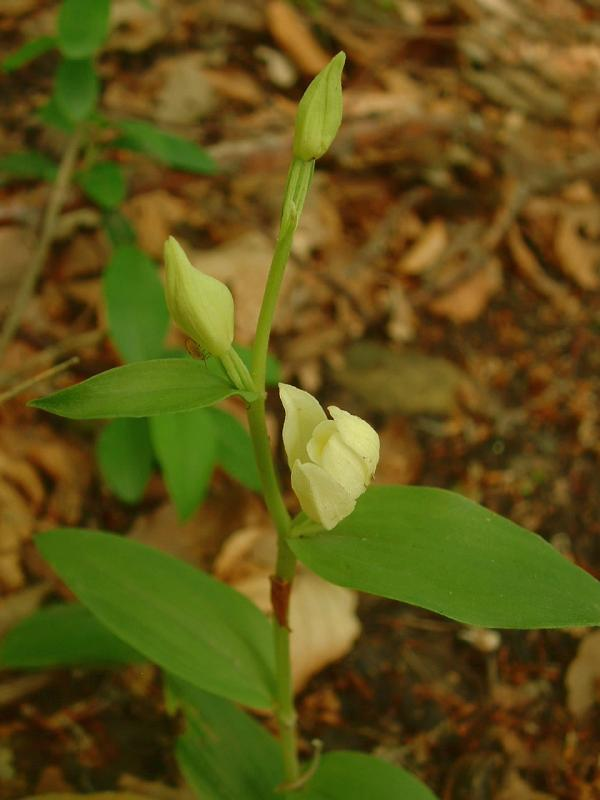
Le foglie

Ogni pianta possiede non più di 3 – 5 foglie. Queste sono intere a forma ovato-ellittica con nervature parallele (come la maggioranza delle monocotiledoni). Alla base sono amplessicauli e molto guainanti; l'apice è acuto. Lungo il fusto sono disposte in modo alterno e progressivamente diminuiscono in grandezza fino a confondersi con le brattee dell'infiorescenza. Dimensioni delle foglie medie: larghezza 3 cm; lunghezza 7 cm.

### Infiorescenza

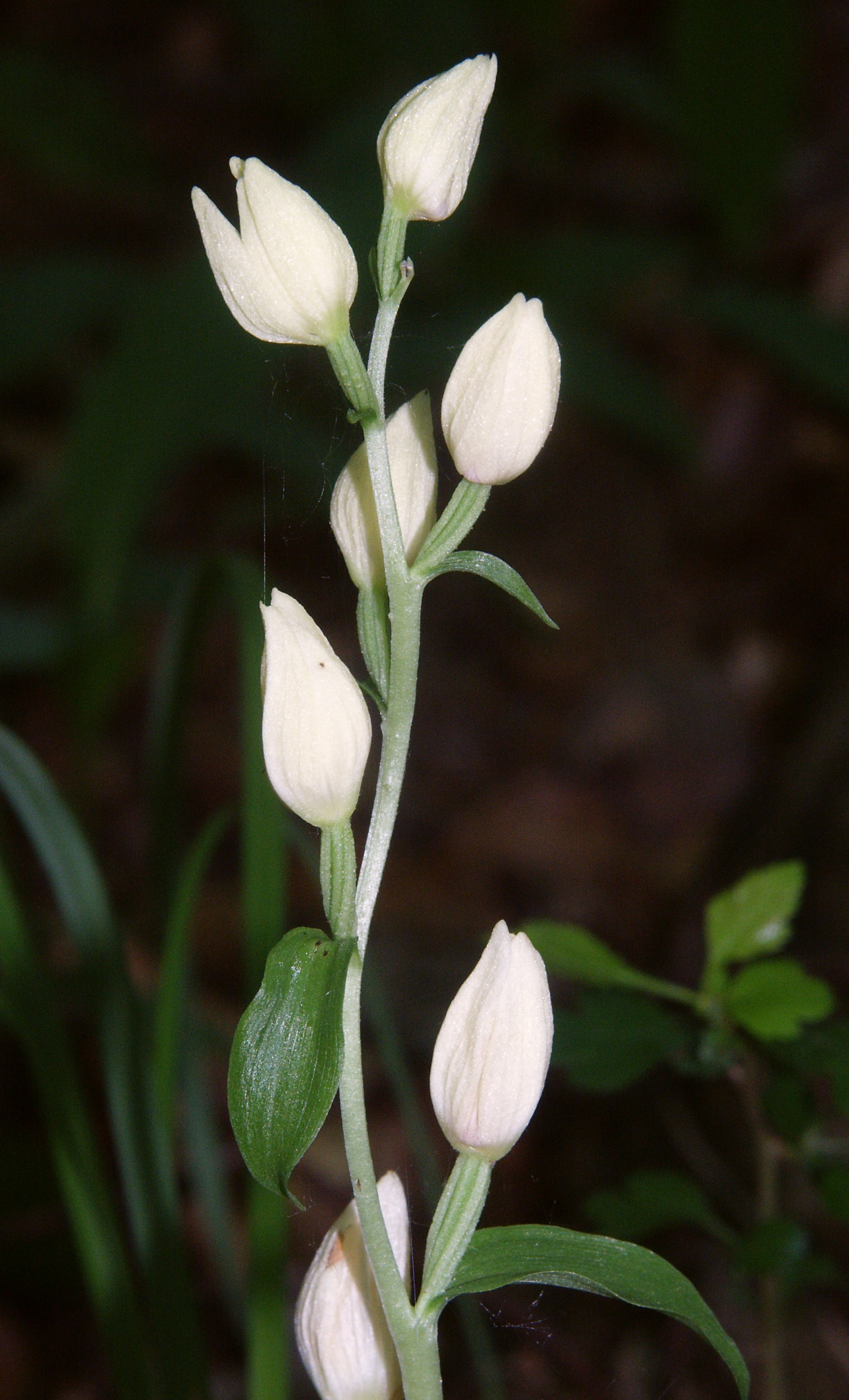
Infiorescenza

L'infiorescenza si trova all'apice del fusto ed è del tipo a racemo lasso con 2 - 12 fiori per pianta. I fiori (di colore biancastro o giallognolo) in genere rimangono socchiusi, si aprono appena un po' nelle ore più luminose e calde della giornata. L'infiorescenza è provvista di brattee di protezione lunghe come il fiore (nella parte inferiore dell'infiorescenza superano i fiori); sono posizionate alla base del pedicello e sono di tipo fogliaceo; normalmente tutti i fiori sono posti all'ascella di queste brattee. Il portamento dei fiori è eretto (contrariamente al portamento pendulo dei fiori del genere affine Epipactis). 

### Fiori

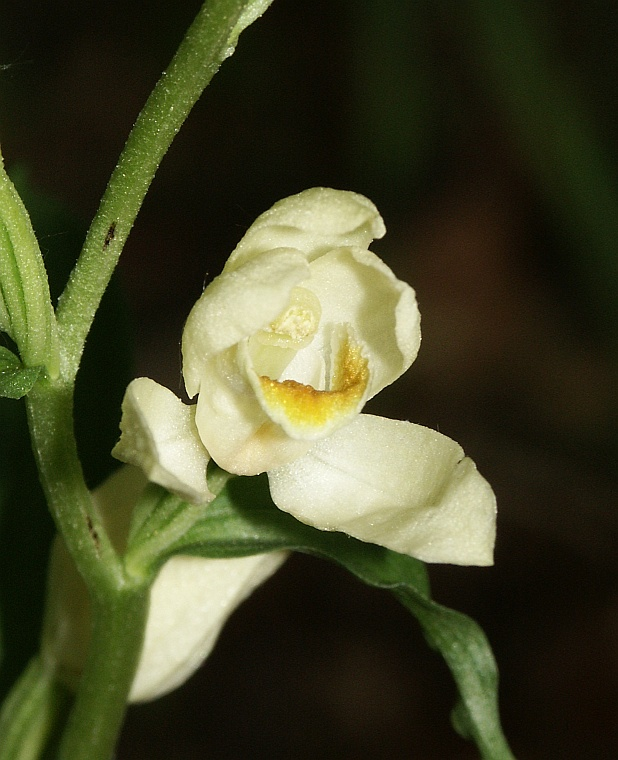
Il fiore

I fiori sono ermafroditi ed irregolari (zigomorfi), pentaciclici (perigonio a 5 verticilli: 2 verticilli di tepali, 2 verticilli di stami, 1 verticillo dello stilo) e resupinati (ruotati sottosopra: il labello che inizialmente dovrebbe occupare la posizione superiore, alla fine è sotto). Sono inoltre privi di sperone (struttura tipica della maggior parte delle orchidee). Dimensione del fiore: 14 – 20 mm.
- Formula fiorale: per queste piante viene indicata la seguente formula fiorale:

P 3+3, [A 1, G (3)]
- Perigonio: il perigonio è composto da 2 verticilli con 3 tepali ciascuno di forma lanceolata; il primo verticillo (esterno e posizionato in alto) ha 3 tepali sub-eguali e formano una specie di elmetto; nel secondo verticillo (interno) il tepalo centrale (labello - vedi sotto) e più corto e quindi seminascosto dai due tepali esterni più lunghi ed appuntiti.
- Labello: il labello è concavo e privo di sperone. La parte interna (ipochilo) è concava o sacciforme e larga con dei lati rivolti all'insù. Quella più esterna (epichilo) è più larga che lunga (a forma ovato-lanceolata) sempre concava con l'apice acuminato; al centro è colorata di giallo-aranciato solcata con delle creste longitudinali. Le due parti (ipochilo e epichilo) sono separate da una strozzatura.
- Ginostemio: gli stami filamentosi con le rispettive antere (due masse polliniche bilobe) sono concresciuti con lo stilo e formano una specie di organo colonnare chiamato ginostemio[2]. Lo stigma consiste in una superficie concava e vischiosa localizzata sotto le antere stesse. Degli stami (originariamente due verticilli con 6 stami totali in seguito ridotti) solo 1 del verticillo esterno è fertile gli altri sono atrofizzati o presenti in qualità di staminoidi (sono stami che in alcuni casi – in altre specie - possono assumere caratteri morfologici petaloidei).
- Ovario: l'ovario è sub-cilindrico, infero, formato da tre carpelli saldati in modo uniloculare; l'ovario inoltre è privo di peduncolo (è quindi sessile) ed è resupinato (o contorto – ruotato di 180°).
- Fioritura: tra maggio e luglio.

### Frutti

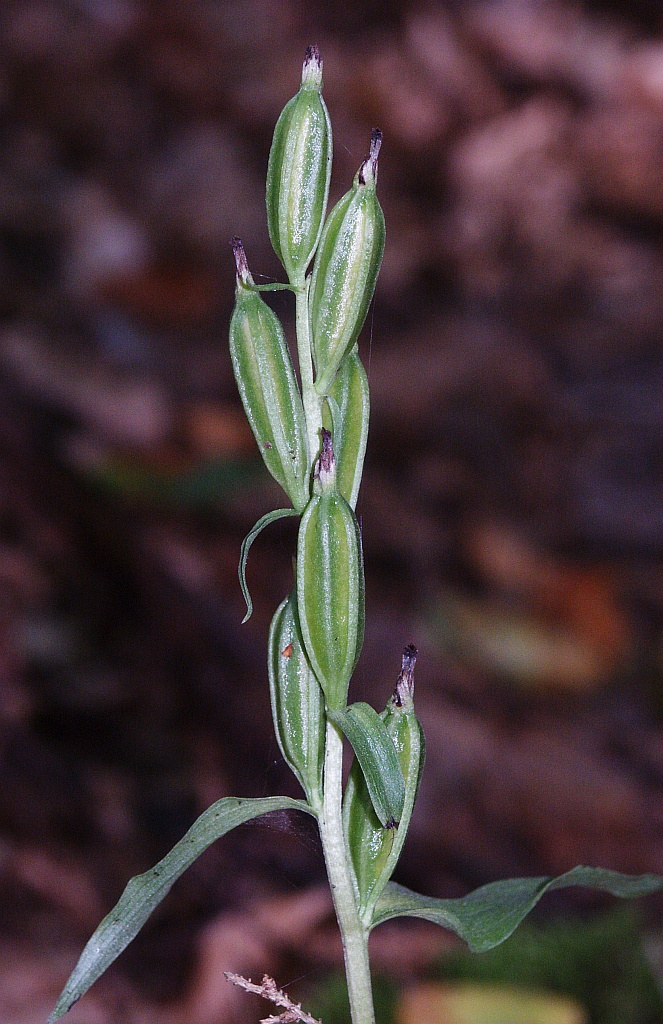
I frutti

Il frutto consiste in una capsula deiscente  (si apre per più fenditure) a tre valve contenente numerosissimi minuti semi che il vento può trasportare facilmente (similmente alle spore). Questi semi sono privi di endosperma e gli embrioni contenuti in essi sono poco differenziati in quanto formati da poche cellule. Queste piante vivono in stretta simbiosi con micorrize endotrofiche, questo significa che i semi possono svilupparsi solamente dopo essere infettati dalle spore di funghi micorrizici (infestazione di ife fungine). Questo meccanismo è necessario in quanto i semi da soli hanno poche sostanze di riserva per una germinazione in proprio..

## Riproduzione
La riproduzione di questa pianta avviene generalmente per autogamia.
La germinazione dei semi è condizionata dalla presenza di funghi specifici (i semi sono privi di albume – vedi sopra).

## Distribuzione e habitat
- Geoelemento: il tipo corologico (area di origine) è Eurimediterraneo.
- Diffusione: la diffusione in Italia è totale (comune al nord, rara al centro e sud). Nelle Alpi è presente in tutte le regioni (escluse le provincie di Vercelli e Novara). In Europa sui rilievi non è segnalata nei Monti Balcani, mentre è comune altrove.
- Habitat: l'habitat tipico sono i boschi di latifoglie (faggete termofile). In particolare nelle Pinete, nei gineprai e nei querceti sub-mediterranei. Il substrato preferito è calcareo con pH basico e bassi valori nutrizionali del terreno che deve essere secco.
- Diffusione altitudinale: sui rilievi queste piante si possono trovare fino a 1600 m s.l.m.; frequentano quindi i seguenti piani vegetazionali: collinare e montano.

### Fitosociologia
Dal punto di vista fitosociologico la specie Cephalanthera rubra appartiene alla seguente comunità vegetale:
Formazione: delle comunità forestali
Classe: Carpino-Fagetea
Ordine: Fagetalia sylvaticae

## Tassonomia
Il genere Cephalanthera comprende una decina di specie diffuse in Europa e in Asia.
La collocazione sistematica di queste piante, nel corso del tempo, non è stata sempre la stessa. Linneo inizialmente le attribuì al genere Serapias; nel 1817 il botanico francese Richard (1754 - 1821) le assegnò al genere Cephalanthera (la creazione del nome di questo genere è sua e risulta nell'opera intitolata ”De Orchideis Europaeis Annotationes”), mentre alcuni Autori inglesi le preferiscono collegate al genere Epipactis - Elleborine (le “Cefalantere” sono conosciute anche con il nome volgare di “Elleborine” - nome comune a più tipi di piante), un genere estremamente affine per struttura morfologica al genere Cephalanthera (a parte l'ovario che nelle Epipactis non è contorto ed è pedicellato).
Le Cefalantere appartengono alla sottofamiglia delle Epidendroideae caratterizzata dall'avere lo stame (l'unico fertile) ripiegato sopra il ginostemio e labello composto da due pezzi distinti: ipochilo e epichilo.
Il numero cromosomico di C. damasonium è 2n = 36.

### Ibridi
Nell'elenco che segue sono indicati alcuni ibridi interspecifici e intergenerici (non tutti questi ibridi sono riconosciuti dai vari botanici):
- Cephalanthera × schulzei E.G. Camus, Bergon & A. Camus (1908) – Ibrido fra:  Cephalanthera damasonium e  Cephalanthera longifolia
- × Cephalopactis hybrida (Holuby) Domin & Podp. in Polivká, Domin & Podp. (1928) – Ibrido fra: Cephalanthera damasonium e Dactylorhiza maculata fuchsii
- × Cephalopactis speciosa (Wettst.) Ascherson & Graebner (1907) – Ibrido fra: Cephalanthera damasonium e Epipactis atrorubens

### Sinonimi
La specie Cephalanthera damasonium ha avuto nel tempo diverse nomenclature. L'elenco che segue indica alcuni tra i sinonimi più frequenti:
- Serapias damasonium Mill. (1768) (basionimo)
- Cephalanthera alba (Crantz) Simonkai  (1887)
- Epipactis alba Cranz (1769)

### Specie simili
Senza l'infiorescenza (individui sterili con sole foglie basali) varie specie boschive possono essere confuse con la “Cefalantera bianca”. È utile in questo caso esaminare attentamente le caratteristiche morfologiche della lamina fogliare che è 2,5 volte più lunga che larga (la larghezza massima si trova a circa 1/3 dalla base) con 5 - 7 nervi principali e circa 24 secondari; il fusto è bianco a sezione angolosa. Le specie che in stato sterile possono essere confuse sono le seguenti:  Cephalanthera longifolia – Cephalanthera rubra - Epipactis atrorubens - Epipactis helleborine - Lilium bulbiferum.

In particolare qui confrontiamo la “Cefalantera bianca” con due specie dello stesso genere:
- Cephalanthera rubra (L.) L.C. Rich. - Cefalantera rossa: si differenzia soprattutto per il colore rosso purpureo dei fiori.
- Cephalanthera longifolia (L.) Fritsch - Cefalantera maggiore: si differenzia per le foglie lievemente più lunghe (oltre 15 cm) e il colore dei fiori (bianco candido).

## Conservazione
Come tutte le orchidee è una specie protetta e quindi ne è vietata la raccolta e il commercio ai sensi della Convenzione sul commercio internazionale delle specie minacciate di estinzione (CITES).